# Флаг Кали
Флаг Ка́ли (исп. Bandera de Cali) — является одним из официальных символов города Ка́ли, который является административным центром департамента Валье-дель-Каука Республики Колумбия. Кали является третьим (после Боготы и Медельина) по численности населения городом Колумбии, где проживает примерно 2,5 млн человек. Город основан в 1536 году. 

## История и использование
Флаг города Кали был создан Николасом Рамосом Идальго в 1928 году. Дизайн и цвета флага были задуманы Николасом Идальго после размышлений о истории города, о его традициях и культуре.
31 мая 1954 года данный флаг был принят в качестве официального флага города Кали. Флаг используется в зданиях различных государственных и общественных организаций города Кали, а также жителями города. Флаг официально является одним из предметов гордости горожан. Наряду с флагом города, государственные учреждения города также используют флаг департамента Валье-дель-Каука. Флаг Кали, на котором изображен герб города, имеет право использовать только мэр города.

## Описание, дизайн и значение цветов
Флаг города Кали представляет собой прямоугольное полотнище из трех горизонтальных полос синего, белого и зеленого цветов во всю длину флага. По краям белой полосы, расположенной в середине флага, проходят каемки красного цвета.
Верхняя полоса с синим цветом символизирует небо и бескрайние моря (Тихий океан), которые омывают провинцию Валье-дель-Каука, где находится город Кали. Две красные полосы в центре флага символизируют бесконечную любовь и кровь патриотов Кали, которые дали городу свободу. Полоса белого цвета между двумя тонкими красными полосами символизирует чистоту души жителей города, его реки (например река Кали), которые протекают через город. Нижняя полоса зеленого цвета символизирует луга, поля и красивую природу, которые окружают город Кали.
Флаг города имеет горизонтальные полосы белого, зеленого, синего и красного цветов.

## Галерея
| - Флаг во время церемонии открытия Всемирных игр 2013, которые прошли в Кали. - Флаг Кали на высоком флагштоке - Флаги Кали на улицах города - Флаг во время Рождественской процессии - Развевающиеся флаги Кали - Флаг города Кали наряду с флагами департамента Валье-дель-Каука и Колумбии |

## Похожие флаги
| - Флаг Республики Узбекистан |